# Milnathort

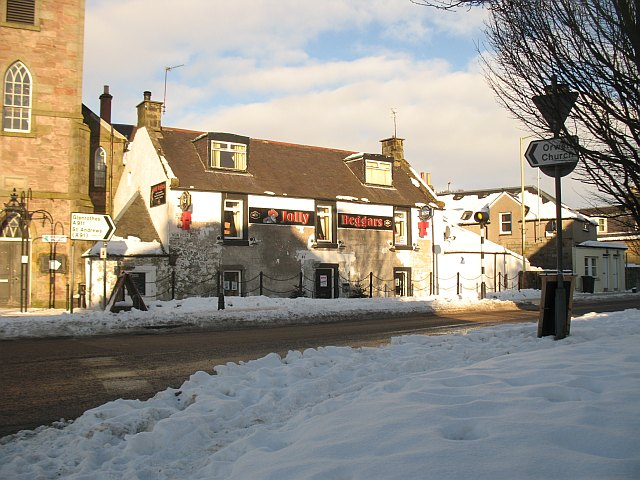
Zentrum von Milnathort

Milnathort ist eine Ortschaft in der schottischen Council Area Perth and Kinross und der traditionellen Grafschaft Kinross-shire. Sie ist etwa 15 km westnordwestlich von Glenrothes und 37 km südlich von Perth am Fuße der Ochil Hills gelegen. Milnathort liegt direkt südlich der M90, die von Dunfermline nach Perth führt, und in ihrer Verlängerung als A90 den Firth of Forth in Richtung Edinburgh überquert. Eine Anbindung an das Eisenbahnnetz besteht nicht. Im Jahre 2011 verzeichnete Milnathort 1890 Einwohner.

## Geschichte
Milnathort entwickelte sich als Marktort des nahegelegenen Burleigh Castle. Zwischen 1780 und 1828 war Milnathort Standort der Whiskybrennerei Hattonburn. Im frühen 19. Jahrhundert half die Lage an der Kreuzung zweier Straßen zur Entwicklung der Ortschaft. Im Jahre 2006 ließen starke Regenfälle den Back Burn, der durch Milnathort fließt, über die Ufer treten, was die Evakuierung eines Teils der Bevölkerung zur Folge hatte.

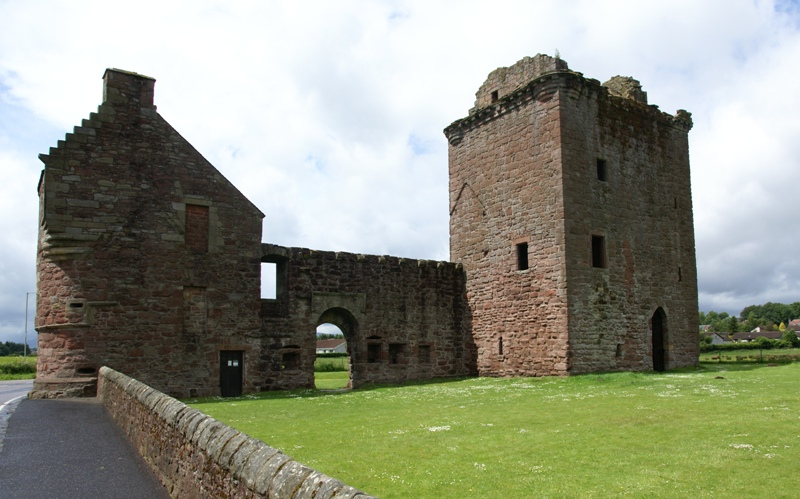
Überreste von Burleigh Castle
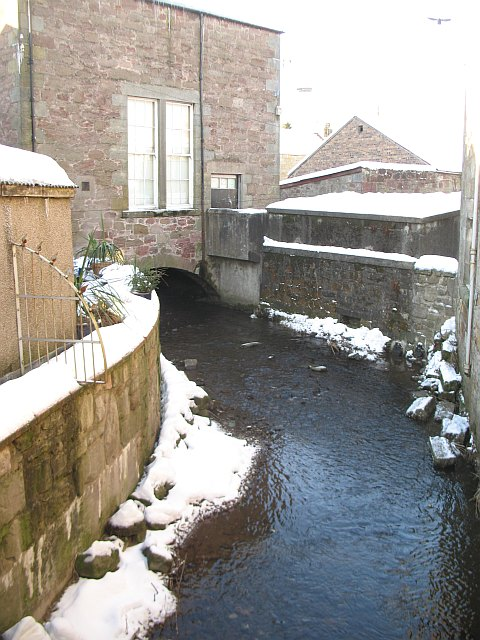
Back Burn
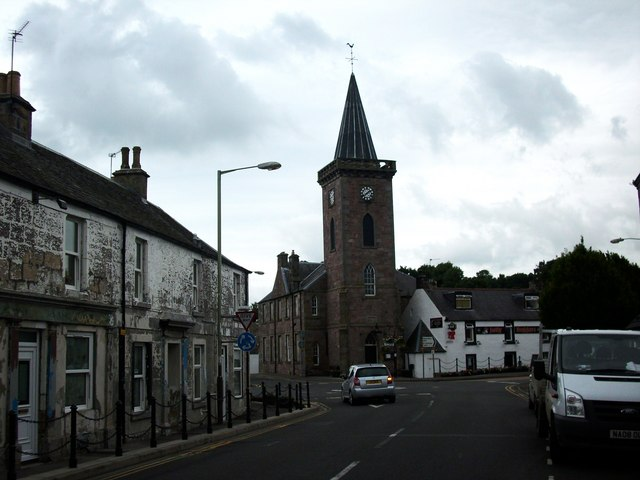
Hauptstraße aus Richtung Kinross

## Persönlichkeiten
- Laura Muir (* 1993), Langstreckenläuferin